# Sergio Amidei
Sergio Amidei (Trieste, 1904 — Roma, 1981) va ser un guionista i productor de cinema italià.
Va fer el seu debut el 1924 i des d'aleshores va ser un dels guionistes més prolífics de la història del seu país. Va treballar amb directors destacats com Roberto Rossellini o Vittorio de Sica i va estar nominat en quatre ocasions a l'Oscar al millor guió original.

## Obres
- Roma, città aperta (1945)
- Sciuscià (1946)
- Paisà (1946)
- Cronache di poveri amanti (1953).